# 贝尔纳多·阿雷瓦洛
塞萨尔·贝尔纳多·阿雷瓦洛·德莱昂（西班牙語：César Bernardo Arévalo de León，西班牙語發音：[beɾˈnaɾ.ðo aˈɾe.βa.lo]；1958年10月7日—），危地马拉政治家、外交家、社会学家、作家，現任瓜地馬拉總統，该国首任民选总统胡安·何塞·阿雷瓦洛之子。2020年起担任危地马拉共和国议会议员，曾于1994年至1995年担任外交部副部长，并于1995年至1996年担任危地马拉驻西班牙大使。政党种子运动于2017年由其参与共同创立。
作为2023年危地马拉大选不被媒体看好的非建制派“种子运动”党参选人，阿雷瓦洛在第一轮中突出重围并在第二轮中被寄予厚望。在选举结果公布后，保守党全国希望团结质疑选举结果以及种子运动的合法性，然而阿雷瓦洛的支持率却不断走高，最终在第二轮选举中以58%的得票率超越竞争对手托雷斯（得票率37.2%）当选总统。

## 早期生活和教育
阿雷瓦洛于1958年10月7日出生于乌拉圭蒙得维的亚，是1945年至1951年间危地马拉前总统胡安·何塞·阿雷瓦洛与其第二任妻子玛格丽塔·德莱昂的儿子。阿雷瓦洛出生时，他的父亲因1954年危地马拉政变而流亡至南美洲。
阿雷瓦洛不到两岁的时候，随家人就离开了乌拉圭，在委内瑞拉、墨西哥和智利度过童年。15岁时，他第一次回到危地马拉，在危地马拉城的一所私立天主教学校Liceo Guatemala学习。
之后，阿雷瓦洛毕业于以色列耶路撒冷希伯来大学，获得社会学学士学位，并在荷兰乌得勒支大学获得哲学和社会人类学博士学位。

## 回归政坛
2015年，在智库和研究中心任职多年的阿雷瓦洛参加了2015年危地马拉抗议活动，要求时任总统奥托·佩雷斯·莫利纳辞职。抗议活动后不久，阿雷瓦洛与一群知识分子一起成立了“种子”智库。2017年，智库组建为政党“种子运动”（Movimiento Semilla）。
2019年，种子运动宣布阿雷瓦洛为该党的首位危地马拉总统候选人，但他最终拒绝参选，而是作为政党的不分区议员当选国会议员，并于2020年1月14日就职。另一方面，塞尔玛·阿尔达纳（Thelma Aldana）代表该党参选，但她最终被取消参选资格。
作为国会议员，阿雷瓦洛曾在多个委员会任职，包括外交事务委员会、治理、人权、国家安全和国防。他还在2020年至2022年间领导种子运动国会党团。
2022年，他接替塞缪尔·佩雷斯·阿尔瓦雷斯，当选为种子运动秘书长。

## 政治主张
阿雷瓦洛的政见包括大幅增加中小学教育支出以改善基础教育糟糕的现状。他称自己为“社会民主党人”，支持共和民主制度。他相信国家能够保障社会正义和私有财产，并表示有兴趣建立新的财政协议和加强社会保障。

### 教育
阿雷瓦洛的竞选承诺之一是采用“完全不同”的公共教育体系。目标是通过投资1,100亿危地马拉格查尔解决中小学的恶劣条件，为教师和学生创造70,000个新教室、2,950万册教科书、36,000个新卫生间以及每月3,600危地马拉格查尔的学生奖学金。

### 健康
阿雷瓦洛赞成全民医疗健保，主张拨款610亿危地马拉格查尔的政府预算，为人口超过1.5万人的地区和偏远农村地区建设400个新卫生站和50个卫生中心，覆盖700万人。此外，他主张建设一家专门从事癌症治疗的公立医院。

### 外交政策
阿雷瓦洛赞成改善对中国大陆贸易关系。2023年7月20日，他在接受《共和报》（República）采访时重申了与中国大陆深化关系的兴趣，强调“发展和扩大”经济关系。然而阿雷瓦洛亦稱會維持與台灣邦交。
阿雷瓦洛谴责尼加拉瓜和委内瑞拉政府，并称之为“独裁制度”。2022年3月，阿雷瓦洛担任一项立法提案的报告员，该提案旨在敦促总统亚历杭德罗·贾马特对俄罗斯入侵乌克兰采取行动，包括取消Compañía Guatemalteca de Níquel（“危地马拉镍业公司”）的采矿许可证（该公司隶属于俄罗斯公司Solway Investment Group）以及取消与俄罗斯政府的Sputnik V疫苗合同。